# Péninsule de Kanine
La péninsule de Kanine ou presqu'île de Kanine (en russe : Канин полуостров) est située en Russie et rattachée administrativement à la Nénétsie.
D'une superficie de 10 500 km2, elle s'étend vers le nord sur 300 km de longueur dans la mer de Barents et est délimitée à l'ouest par la baie de Mezen (mer Blanche) et à l'est par la baie de la Tchiocha.
Choïna (en), un village de pêcheurs, est l'une des rares localités implantées sur la péninsule.
Le cap Kanine marque l'extrémité nord de la péninsule.

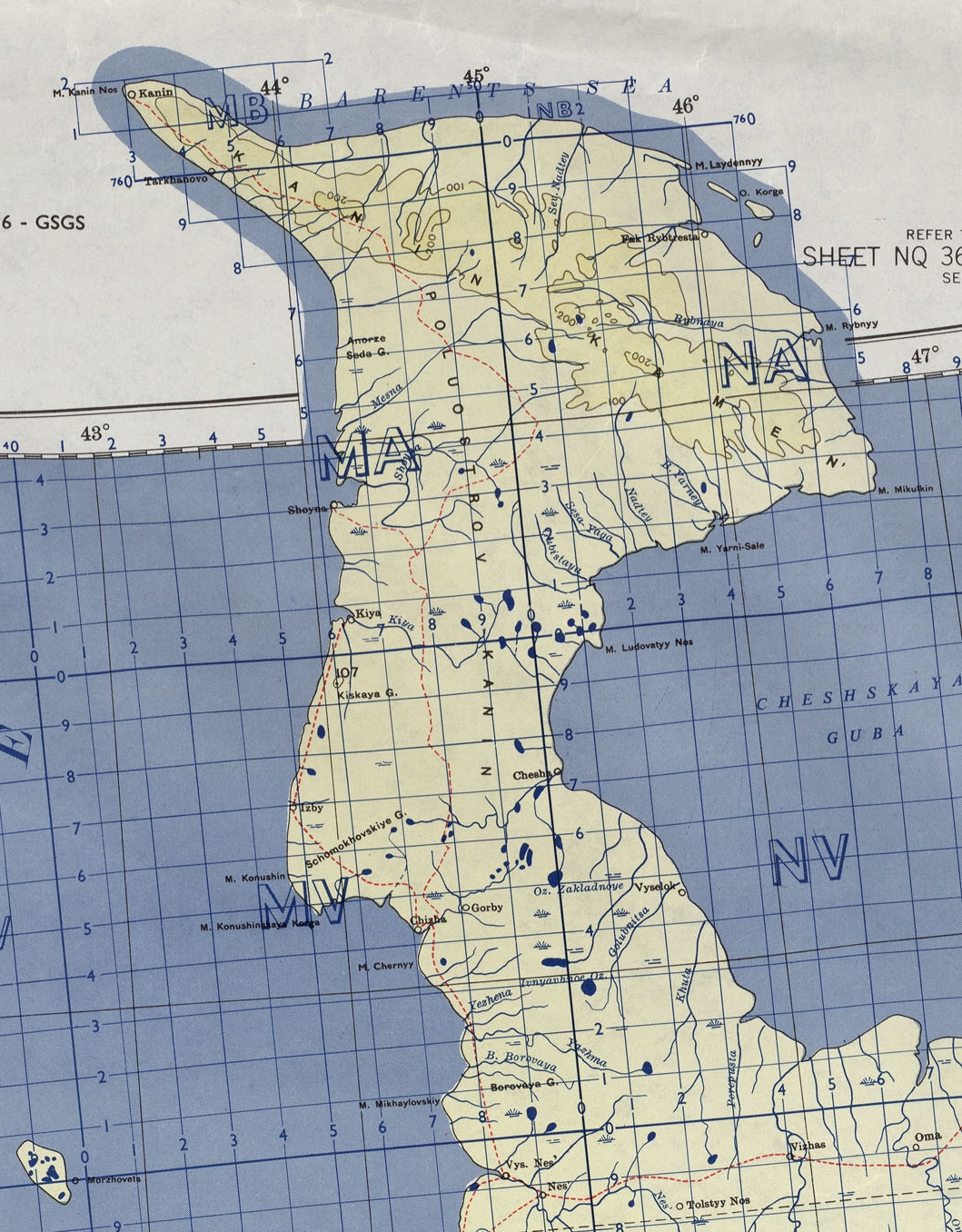
Carte américaine de la péninsule de Kanine de 1956.